# Monastero di Santa Maria Maddalena dei Pazzi
Il monastero di Santa Maria Maddalena dei Pazzi, in realtà dedicato a Santa Maria degli Angeli (1450), si trova in via dei Massoni 28 a Careggi, su una collina a nord di Firenze. Aggiunse la doppia denominazione, dopo la canonizzazione della sua figlia più illustre (1669).
Dal 1928, nella villa il Pino, ha sede il monastero di clausura delle religiose Carmelitane e la chiesa nella quale sono conservate le reliquie di santa Maria Maddalena de' Pazzi e della laica domenicana Beata Maria Bagnesi.

## Storia

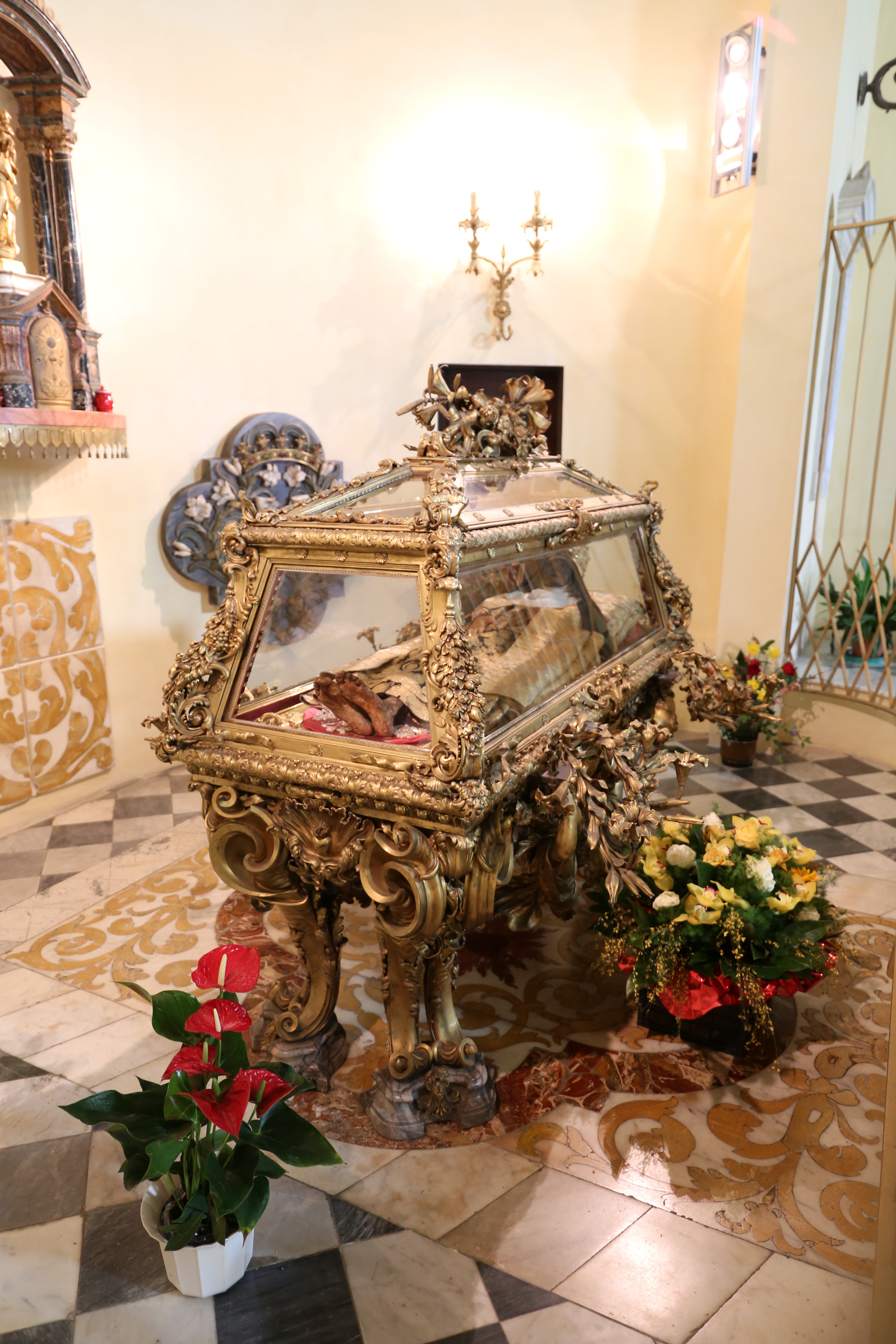
Giovanni Battista Foggini e Massimiliano Soldani Benzi, urna del corpo incorrotto di santa Maria Maddalena de' Pazzi, 1705

Le monache Carmelitane avevano avuto dimora a Firenze al Cestello, in San Frediano, dove visse la mistica Maria Maddalena dei Pazzi; per ordine di Urbano VIII Barberini, si trasferirono in Borgo Pinti nel 1628, già sede dei Cistercensi. Qui eressero con l'aiuto della famiglia granducale una grandiosa cappella maggiore, in cui sistemarono il corpo della loro Santa fiorentina, canonizzata nel 1669. Il monastero venne soppresso a più riprese nell'Ottocento, con decreto definitivo nel 1866, e le monache si trasferirono allora in un nuovo monastero in piazza Savonarola, completato nel 1887. Tuttavia tale sistemazione si rivelò inadeguata e con pochi spazi aperti, nel cuore di un quartiere densamente popolato, incompatibile con la vita ritirata delle religiose. Per questo nel 1928, vendettero tale sede ai Francescani, trasferendosi sulle colline di Careggi nella villa "Il Pino", che dovettero adattare a monastero e costruirono anche la chiesa. 
Le monache portarono con sé il corpo incorrotto di santa Maria Maddalena dei Pazzi, entro l'urna settecentesca disegnata da Giovan Battista Foggini, e varie opere d'arte, legate alla loro comunità e alla loro Santa. Insieme fu trasportata l'urna della beata, laica domenicana, Maria Bagnesi. Numerose sono state le monache note di questa comunità, tra cui la Venerabile suor Minima di San Filippo (Camilla Strozzi), suor Gesualda dello Spirito Santo (contessa Adelaide Sardi), scrittrice, e suor Teresina Sardi (contessa Virginia Sardi), amica di La Pira e Fioretta Mazzei.
La villa Il Pino era appartenuta alla famiglia Bettoni, e nell'Ottocento agli stranieri Grobert, Sloane e Boutouline.

## Descrizione

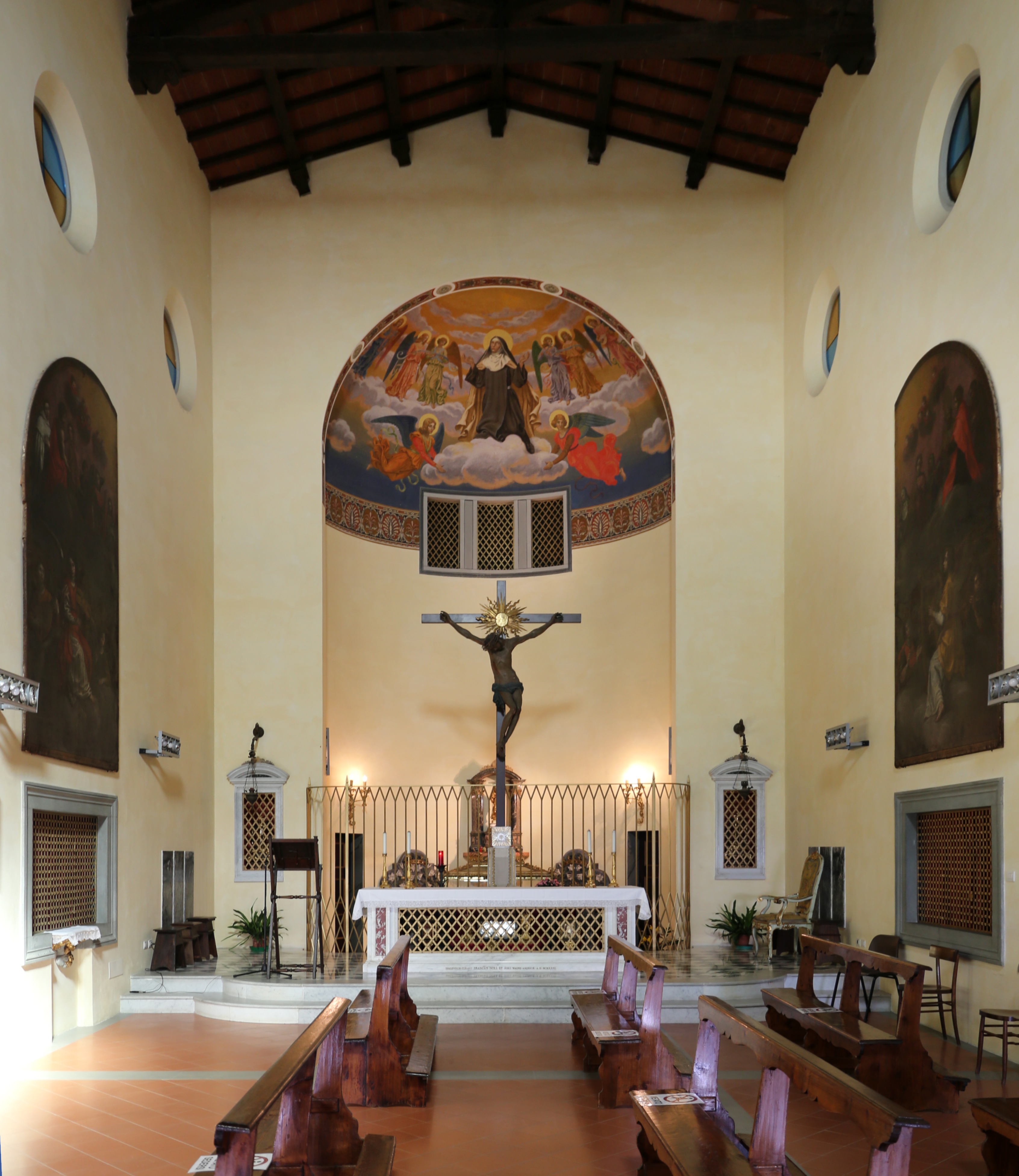
Interno della chiesa

La chiesa, ad unica navata con capriate, conserva alcune pregevoli opere d'arte fra le quali un antico Crocifisso ligneo sopra l'altar maggiore e, in passato, era collocata una moderna Madonna col Bambino della pittrice Mina Anselmi, attualmente spostata all'interno del monastero. La cassa contenente le spoglie della Santa fu eseguita da Giovan Battista Foggini e Massimiliano Soldani Benzi nel 1705.
In un altro reliquiario, in corrispondenza del capitolo delle monache, è venerato il corpo della beata Maria Bartolomea Bagnesi. Attraverso una grata sul lato destro, prima del presbiterio, si può vedere dall'interno della chiesa nella parte accessibile al pubblico.